# Jake Findlay
John Williamson Findlay, più conosciuto con il soprannome Jake Findlay (Blairgowrie and Rattray, 13 luglio 1954 – 3 maggio 2025) è stato un calciatore scozzese, di ruolo portiere.

## Carriera
Dopo aver giocato nelle giovanili dell'Aston Villa nel 1973 viene aggregato alla prima squadra del club di Birmingham, nella seconda divisione inglese, esordendo tra i professionisti all'età di 19 anni; rimane in squadra per cinque stagioni consecutive, tutte con il ruolo di portiere di riserva: gioca infatti in totale solamente 14 partite di campionato nell'arco della sua permanenza nel club. Nella stagione 1974-1975 conquista tra l'altro una promozione in prima divisione (categoria in cui milita nel triennio successivo) e vince una Coppa di Lega, trofeo che vince poi per una seconda volta due anni più tardi, nella stagione 1976-1977.
Nell'estate del 1978 viene ceduto al Luton Town, dove rimpiazza tra i pali Milija Aleksic: con gli Hatters gioca in seconda divisione fino alla stagione 1981-1982, nella quale vince il campionato, restando poi in rosa anche nella stagione 1982-1983 e nella prima parte della stagione 1983-1984, entrambe in prima divisione; in quest'ultima stagione trascorre anche dei brevi periodi in prestito a Barnsley e Derby County, disputando un totale di 7 partite in terza divisione fra entrambi i club. Dopo un'ulteriore stagione senza presenze al Luton Town (con cui in totale ha giocato 167 partite di campionato tra prima e seconda divisione), viene svincolato e si accasa allo Swindon Town, con cui gioca 4 partite in terza divisione, che, pur restando in attività fino al termine della stagione 1988-1989, sono di fatto le sue ultime in un campionato professionistico: negli anni seguenti è infatti portiere di riserva di Peterborough Utd, Portsmouth e Coventry City (con cui è in rosa per tre stagioni in prima divisione, vincendo tra l'altro anche la FA Cup 1986-1987).

## Palmarès

### Club

#### Competizioni giovanili
- FA Youth Cup: 1

Aston Villa: 1971-1972

#### Competizioni nazionali
- Coppa d'Inghilterra: 1

Coventry City: 1986-1987
- Coppa di Lega inglese: 2

Aston Villa: 1974-1975, 1976-1977
- Campionato inglese di seconda divisione: 1

Luton Town: 1981-1982